# Кропивниця (річка)
Кропи́вниця — річка в Україні, у Костопільському районі Рівненської області. Ліва притока Боркови (басейн Дніпра).

## Опис
Довжина річки приблизно 4,5 км. Річка каналізована.

## Розташування
Бере початок на південно-східній околиці села Глажева. Спочатку тече на північний схід, потім на північний захід і у Берестовці впадає у річку Боркову, праву притоку Горині.